# Heptabarb
Heptabarb (INN; Eudan, Medapan, Medomin, Noctyn), còn được gọi là heptabarbitone (BAN) hoặc heptabarbital, là một thuốc an thần và thôi miên ma túy của barbiturat gia đình. Nó được sử dụng ở châu Âu để điều trị chứng mất ngủ từ những năm 1950 trở đi, nhưng đã bị ngưng sử dụng.